# جيمس بالدوين (لاعب كرة قاعدة)
جيمس بالدوين (بالإنجليزية: James J. Baldwin, Jr.)‏ هو لاعب كرة قاعدة أمريكي، ولد في 15 يوليو 1971 في بينهورست في الولايات المتحدة.

## وصلات خارجية
- جيمس بالدوين على موقع دوري كرة القاعدة الرئيسي (الإنجليزية)
- جيمس بالدوين على موقعبيزبول رفرنس.كوم (الدوري الرئيسي) (الإنجليزية)
- جيمس بالدوين على موقعبيزبول رفرنس.كوم (الدوري الثانوي) (الإنجليزية)
- جيمس بالدوين على موقع إي إس بي إن.كوم (أم.أل.بي) (الإنجليزية)
- جيمس بالدوين على موقع مشجعي الرسوم البيانية (الإنجليزية)